# غلامحسین مجذوبی
غلامحسین مجذوبی (متولد ۳۱ شهریور ۱۳۳۶) پژوهشگر ایرانی و استاد مهندسی مکانیک دانشگاه بوعلی سینا است. او از ۱۴۰۳ سرپرستی این دانشگاه را بر عهده دارد.
مجذوبی در سال ۱۳۹۹ به‌عنوان اولین استاد ممتاز دانشگاه بوعلی سینا معرفی شد.